# سوبارو ایمپرزا اس‌تی‌آی دبلیوآرایکس

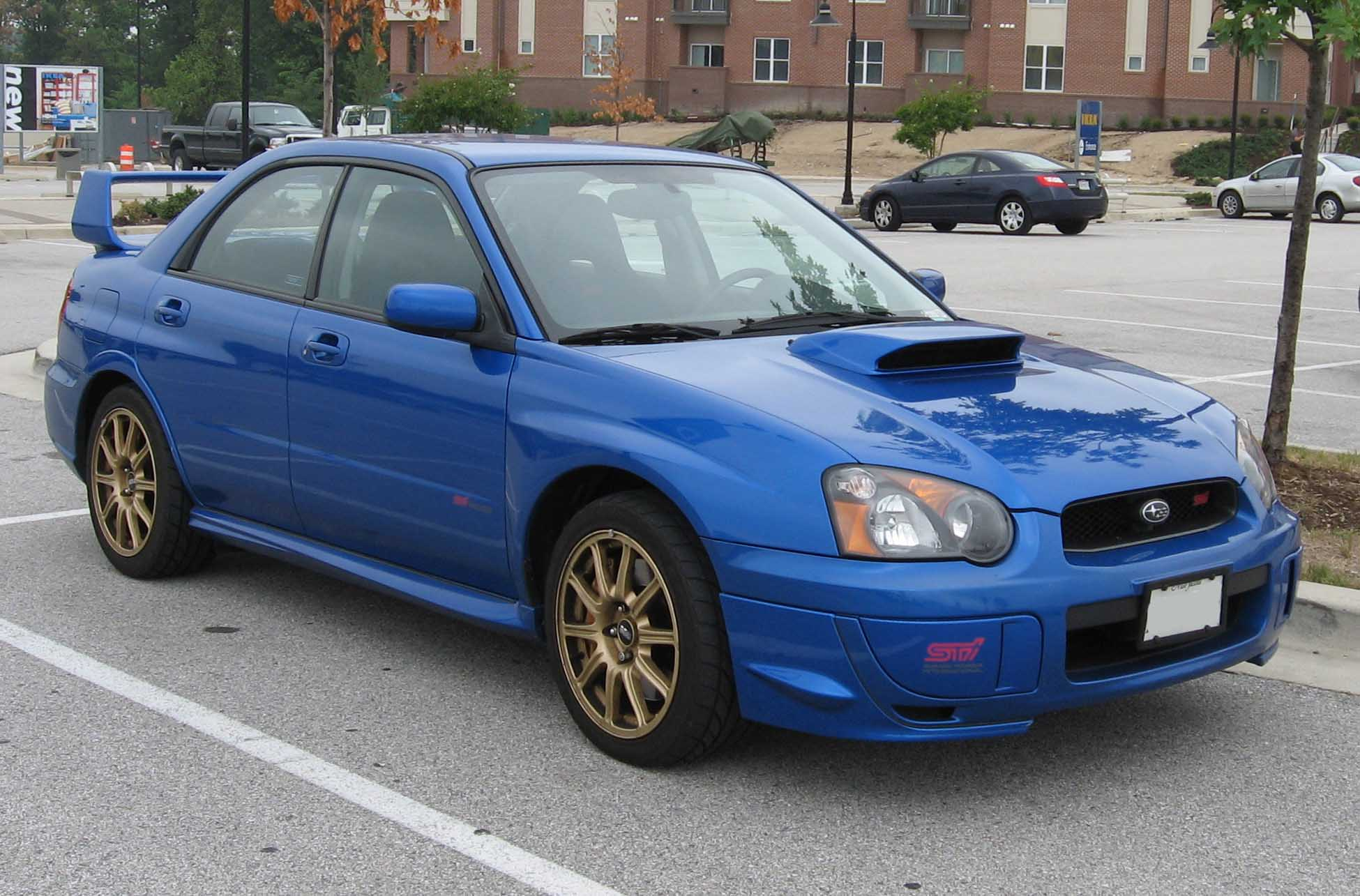

سوبارو ایمپرزا اس‌تی‌آی دبلیوآرایکس (Subaru Impreza WRX STI) خودرویی است که از سال ۱۹۹۲ تا کنون در استان گونما و ژاپن تولید شده‌است. طراحی آن موتور جلو، خودرو چهار چرخ محرک بوده است. 

## نگارخانه

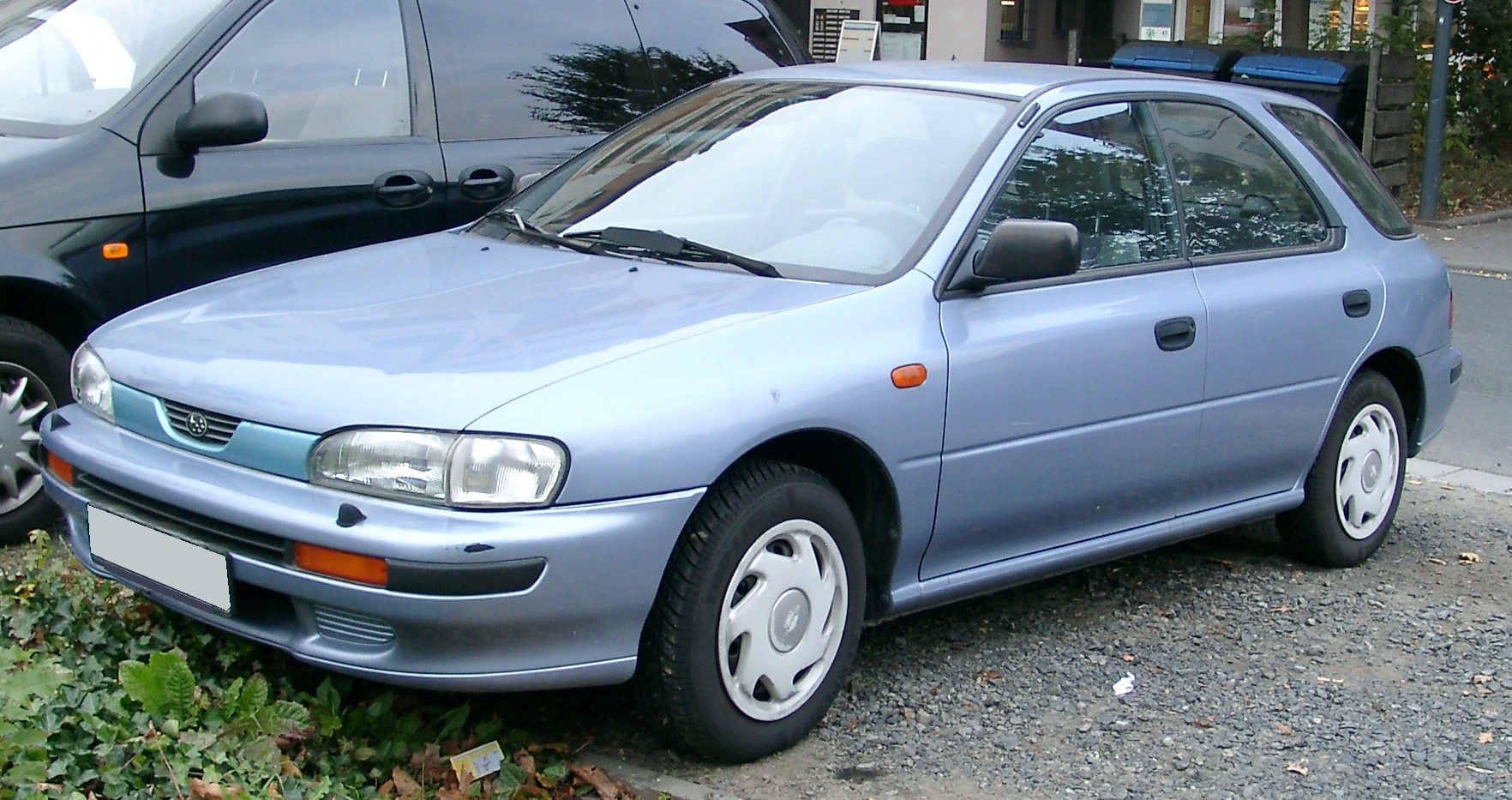
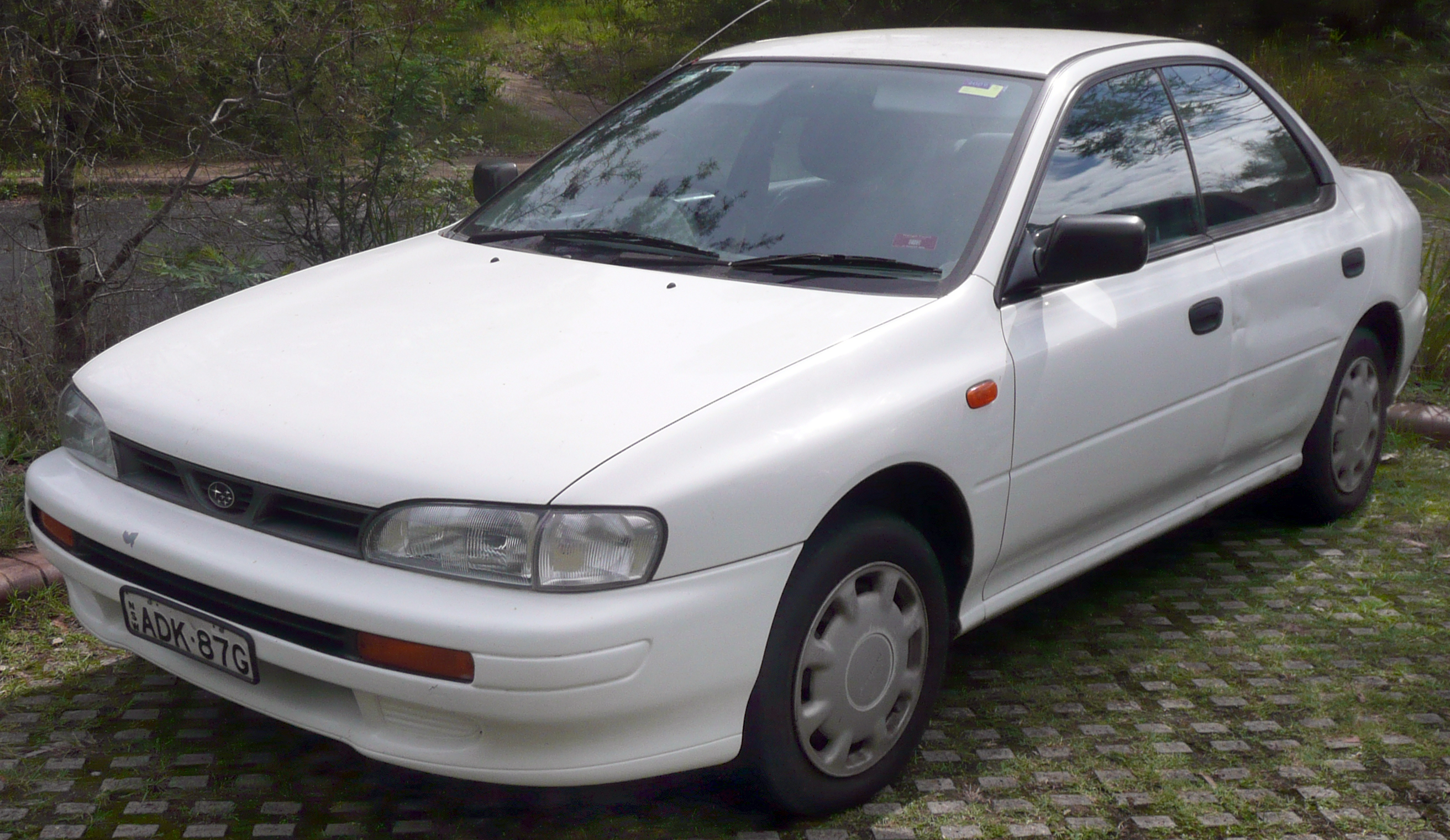
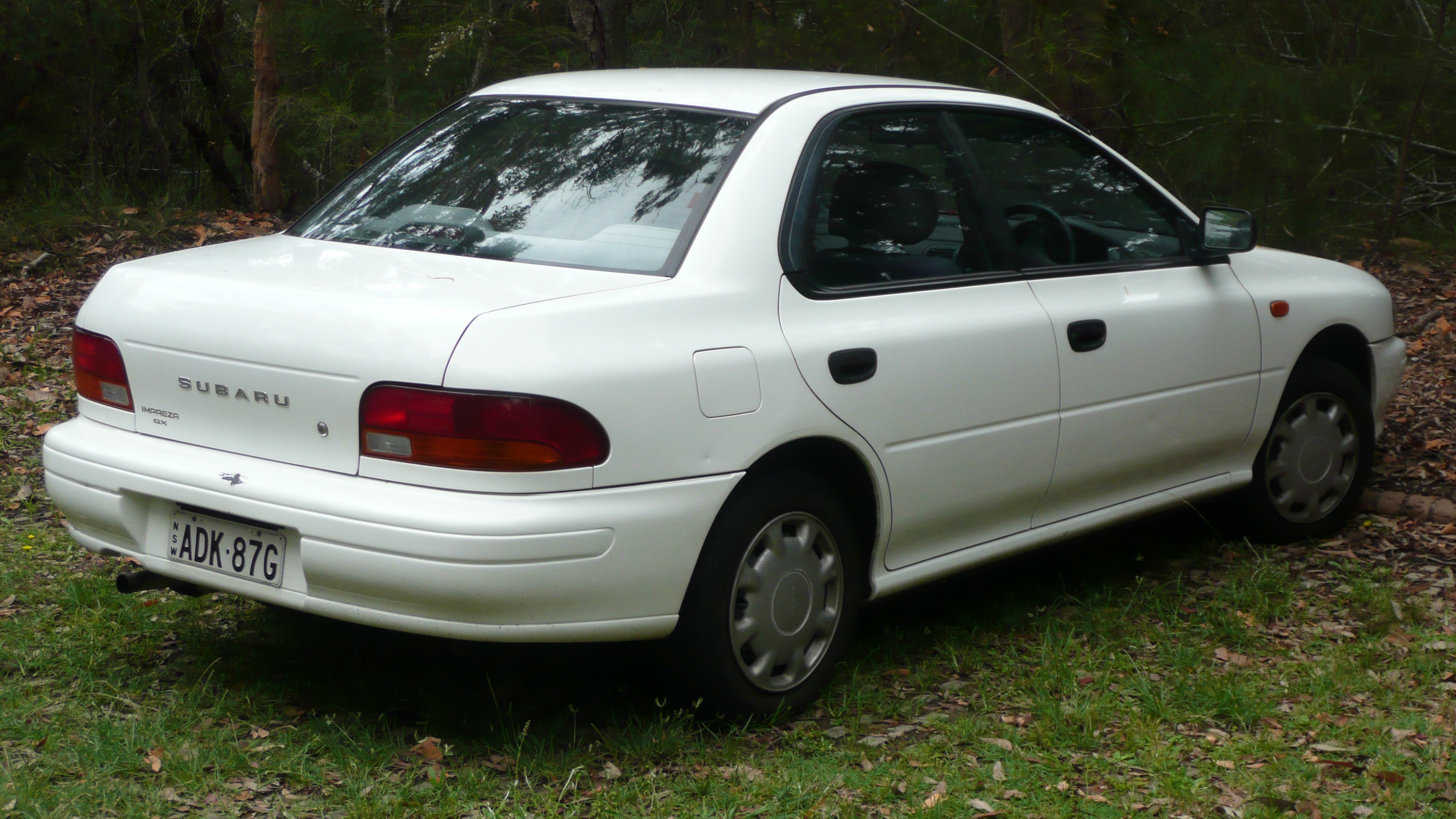
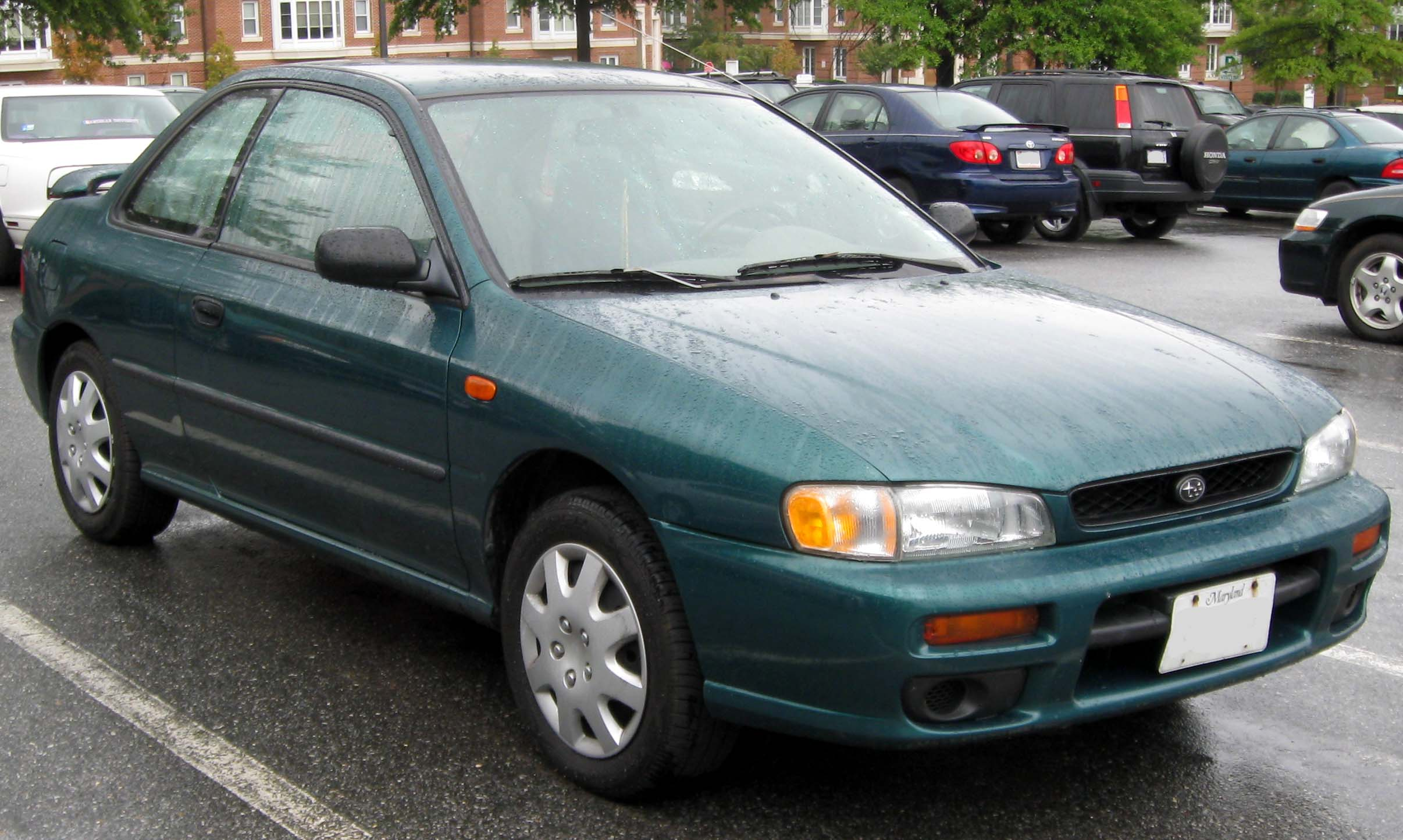
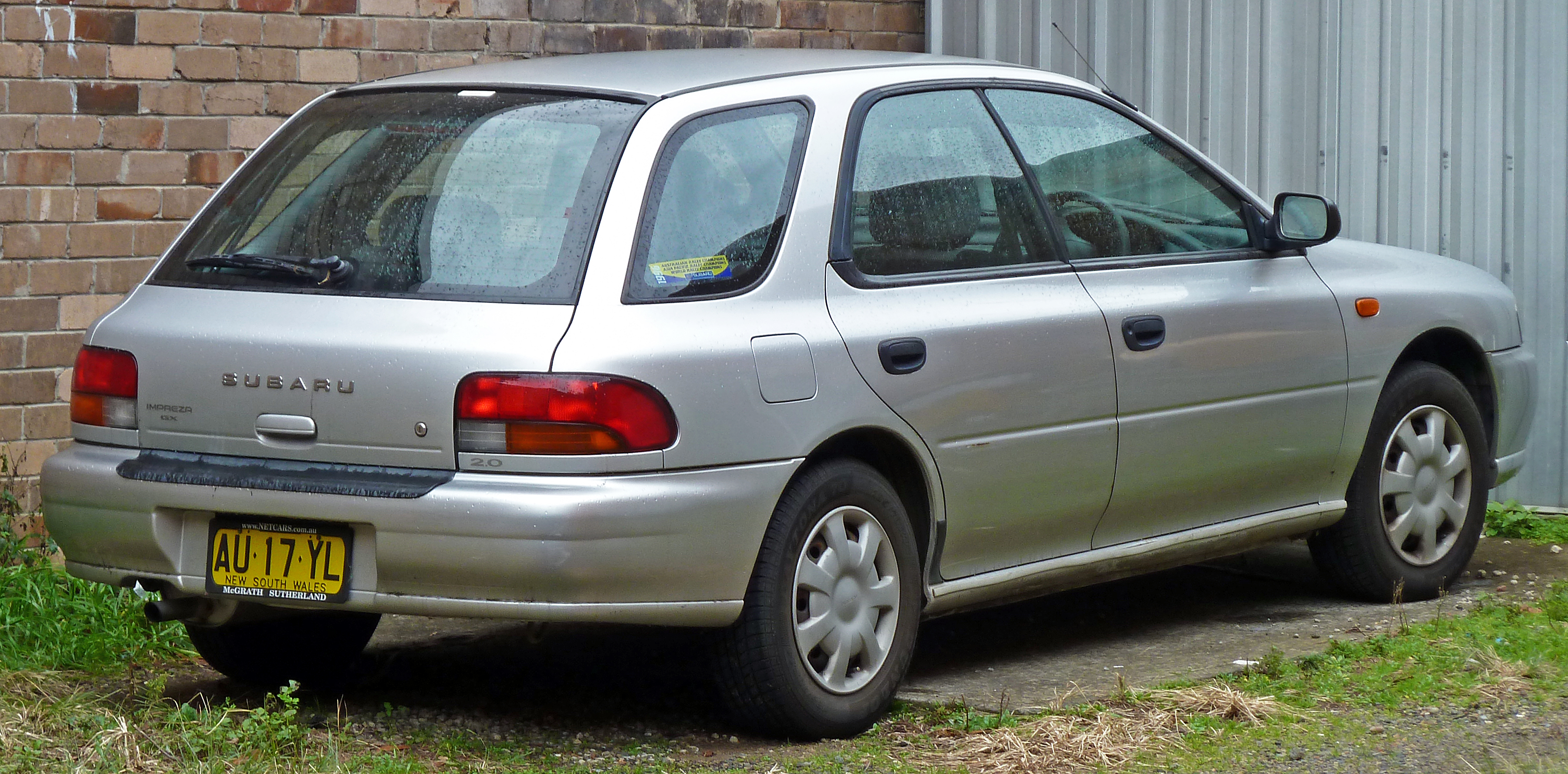
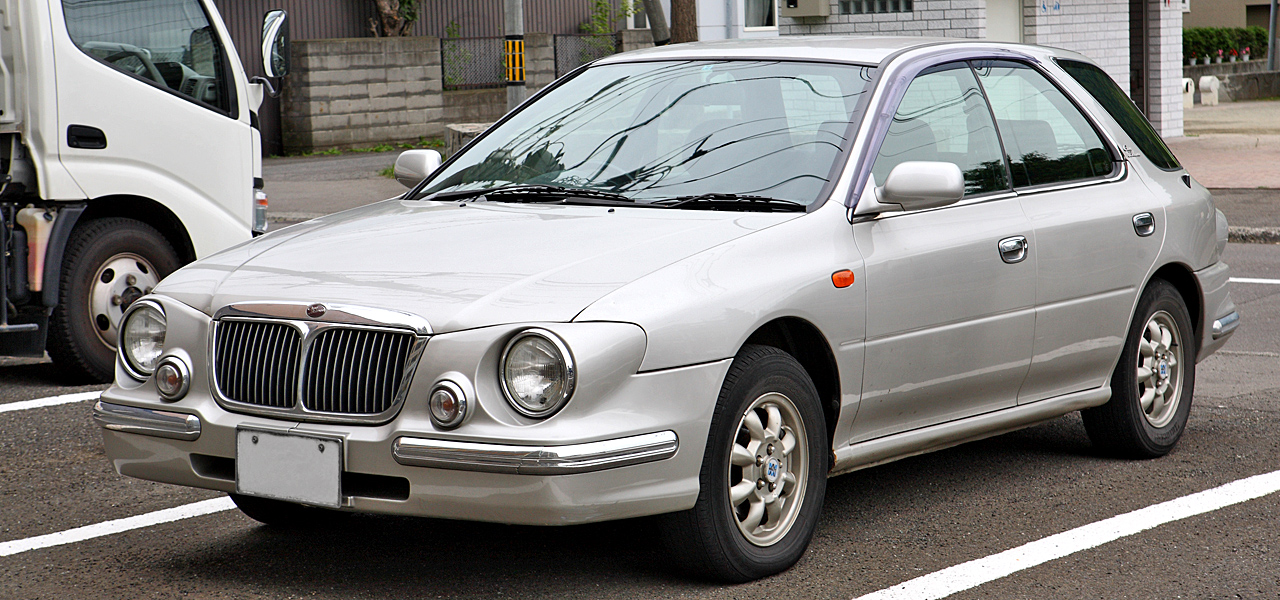